# Pustka (film 1950)
Pustka – amerykański film fabularny z 1950 roku w reżyserii Nicholasa Raya. Magazyny Time i Slant Magazine umieściły go na liście 100 najlepszych filmów wszech czasów.

## Fabuła
Dixon Steele, hollywoodzki scenarzysta filmowy, zostaje oskarżony o zamordowanie szatniarki. W walce o udowodnienie niewinności, postara mu się pomóc atrakcyjna sąsiadka Laurel Gray.

## Obsada
- Humphrey Bogart jako Dixon Steele
- Gloria Grahame jako Laurel Gray
- Art Smith jako Mel Lippman
- William Ching jako Ted Barton
- Morris Ankrum jako Lloyd Barnes
- Robert Warwick jako Charlie Waterman
- Martha Stewart jako Mildred Atkinson
- Steven Geray jako Paul

## Ciekawostka
W filmie, Dixon Steele jest brutalnym osobnikiem, oskarżonym o morderstwo, natomiast w powieści, na podstawie której napisano scenariusz, główny bohater jest seryjnym mordercą i gwałcicielem. Reżyser stwierdził, że dokonał tej zmiany, aby uwidocznić pewne psychologiczne aspekty przedstawianych zdarzeń.